# 三遊亭白鳥
三遊亭 白鳥（さんゆうてい はくちょう、1963年5月21日 - ）は、落語協会所属の落語家。出囃子は『白鳥の湖』。主に新作落語を中心に活動している。

## 経歴
新潟県高田市（現：上越市）出身で、自転車店（後に模型店）の二男。兄は天理大学教授の藤田明良。三児の父。
新潟県立高田高等学校を経て日本大学藝術学部文芸学科卒業。
1987年7月、三遊亭圓丈に入門。前座名「にいがた」。
1990年3月に入船亭扇治、橘家文吾、三遊亭窓樹と共に二ツ目昇進。「新型」に改名するも、「しんがた」と誤読されたためほどなく「新潟」に再改名。1992年にニッポン放送主催「第7回お笑いゴールドラッシュ」優勝。
2001年9月 - 柳家禽太夫、入船亭扇治、橘家文左衛門（文吾改め）、三遊亭萬窓（窓樹改め）、林家きく姫、柳家三太楼、柳家一琴、古今亭駿菊、金原亭馬遊と共に真打昇進、「白鳥」に改名。
2005年 - 平成16年度彩の国落語大賞受賞。

## 来歴・人物
高校時代から趣味で怪談などを書いていたが、高校ではラグビー部、大学では「剛柔流空手部」と「童話絵本研究会」に所属し、落語との接点はなかった。空手部時代の理不尽なシゴキや上下関係のエピソードを枕やエッセイでしばしば披露している。
剛柔流空手道部の一つ下の代には、同じ日本大学芸術学部出身で実業家の高桑昌彦(雅彦)が空手部には所属していた。
古今亭志ん生の著書を読んで落語に興味を持ち、三遊亭圓丈がテレビで新作落語を演じているのを見たことがきっかけとなり、圓丈に入門した。
今でこそ個性的な新作落語で受け入れられているが、落語をあまり知らずに入門したこともあり（もっとも圓丈の弟子は、白鳥に限らず入門前に「落語研究会」に属した経験がなく落語をよく知らなかった者が多い）、最初のうちは苦労した。ネタは構成をいきなりパソコンで打ち、1ページほど書き出してからストップし、喋り、口に出しながら修正していく。手書きでないことで客観的に見られるという。
独特の着物を愛用している。派手な赤や青の色合いで肩から袖口までラインが入っており、着物というよりジャージのデザインを模したものである。
顔と声が桜金造に似ている。

## 活動
春風亭昇太を始めとする「SWA（創作話芸アソシエーション）」の一員。背番号は『2』。
2010年からサンケイリビング新聞社が主催する「The Woman's 落語会」で、女性の落語家のために、古典落語や自作の新作落語を女性目線に作り替えて演じてもらうというコンセプトの落語会のプロデュースに携わっている。
新潟・りゅーとぴあでの新潟虹色寄席のプロデューサーでもある。
2021年から林家彦いち・桃月庵白酒と全国のホール落語での公演を中心としたユニット「落語三銃師」を結成している。

## 逸話
- 大学卒業後、池袋西口の六畳一間11,000円の魔窟のようなアパート「中谷荘」で暮らす。落語家修業時代も含めて計10年間住んだ[1]。
- 前座時代に新作落語をやって客を怒らせ、「神はお前を許さない」などと多くの投書を貰った。
- 前座の時、古今亭志ん馬 (6代目)が「替り目」を演じたが、演目がわからずネタ帳に「おでん買い」と書いて叱られた。翌日も同じ噺をかけたので「仲良し夫婦」と書いて、その時点で演目名をようやく教えてもらった。
- 前座時代、兄弟子の三遊亭らん丈と共に師匠の家を「白い悪魔の家」と呼んでいた。
- 圓丈の家に飾られていた三遊亭圓生（大師匠。名人として知られる）の写真を見て「師匠の親」だと勘違いした。
- 古今亭志ん朝の顔を知らず、志ん朝に向かって「桂春團治師匠」と呼びかけた[7][1]。
- 上下の切り方を間違えているのに気付かず、見かねた志ん朝に直接指導された[7]。白鳥は志ん朝を偉いとは思っておらず、話しやすいおじさんとしか思っていなかった。
- 二ツ目昇進のとき、「三遊亭なまはげ」という名を師匠・圓丈に薦められたが「それだけは勘弁してください」「なまはげは秋田ですから（≒私は新潟ですから）」と頑として譲らず、断った。[8]
- 新作落語に意見をする席亭と喧嘩をしてしまい、鈴本演芸場と末廣亭は出入り差し止めとなった時期がある。
- 高座の後ろの襖をイタズラで開け閉めし、楽屋に「襖の開け閉めをしないように」という張り紙が貼られた。
- 立川談志のテレビ落語番組「落語のピン」にゲストで呼ばれ、新作落語を演じた。客には受けたが、聞いていた談志が激怒して収録途中で帰ってしまった[7]。この件について談志に詫びを入れたところ、「お前は悪くない。あの落語で笑う客が悪い」と言われ一旦は許してもらうも、談志から誰の弟子かと問われたので圓丈の弟子である事を明かしたら「俺は圓丈が大嫌いなんだ！出て行けこの野郎！」と結果的に談志の怒りを買ってしまった[9]。
- 「新潟」時代は金がなく、セイタカアワダチソウを主食としていたり、冬場にはテレビで暖を取る、Tシャツを重ね着するなどしていた（『VOW6』での高田文夫の寄稿より）。
- 大腸ポリーブを取るために生まれて初めて入院した時、タバコが吸いたくなって点滴台から薬剤の入った袋を外し、袋だけを喫煙所に持っていったところ血液が袋に逆流、看護士に叱られた[10]。
- 二ツ目時代に志ん朝と柳家小三治の二人会の前座に呼ばれて新作落語を披露したが、新宿厚生年金会館を埋め尽くした客が完全に引いてしまい、志ん朝に「新潟君、ここで潮干狩りができるねぇ」と言われてしまった[10]。
- 2020年6月6日、居酒屋で食べた金目鯛の煮物の骨がのどの奥に刺さって救急外来を経て大学病院に緊急搬送。全身麻酔で抜いてもらい事なきを得た[11]。
- 子供の頃、肥満児で「英明（白鳥）は太ってみっともないから甘い物は食べちゃ駄目」、と母から甘い物禁止令を出された。これに対しては高座で「唐揚げにマヨネーズを付けて食べたりして太ったのに甘い物が悪い言うのは風評被害」と言っていた。どうしても甘い物が食べてたくてたまらない英明少年は当時、高級アイスの代名詞だったレディボーデンの大容量のホームサイズを食べたいと、お年玉で貰った3000円を持ってスプーン代わりに家からしゃもじを持ち出し、家から近いとバレる恐れあり、と考えて吹雪の中を隣町の直江津まで二時間自転車で買いに出掛けた。家まで持って帰ると取り上げられる為、春日山の近くの橋の下で「寒い、旨い」と言いながら食べた[1]。
- 林家彦いちと結婚した神田茜（のちに離婚）の家に、白鳥と三遊亭小田原丈（現：丈二）が遊びに行った。翌日、茜の娘が日記に「昨日、うちに白鳥さんが遊びに来ました」と書き、不審に思われて学校から呼び出された茜は「白鳥」が人名であるなどの事情を説明する羽目になった[12]。
- 親に「芸人になる」と言った時、「そんなヤクザな商売なんて母ちゃん許さないよ。出てけ」と勘当され、15年間一度も実家に帰らなかった。近所の人から「最近、英ちゃんの姿見ないけどどうしたの？」と問われると「英明はアフリカで行方不明になりました」と答えていたと言う。母は真打ちになり息子の記事が地元紙の新潟日報に載ると態度を変えた。ある時、白鳥に対して「英明お前、落語家になる時母ちゃん応援したんだよ」と言うので白鳥は「勘当したじゃないか」と返した。また少年時代、母に海外旅行に行きたいと頼むと貧乏を理由に断られる。次に「北海道の根室とか網走に行けば外国見えるって言うから行きたい」と頼むも断られ、「そんな遠くに行かなくても近所から外国見える」と直江津の船見公園に連れて行かれて、1回10円の望遠鏡で島を見せてソ連(当時)と言った。小6まで悲しい事とかあると船見公園に来てソ連を見ていたが、実は佐渡島であった。母は佐渡島をソ連と言っていた。この様な母の傍若無人振りを見て創作したのが『戦え！おばさん部隊』である。
- 2025年2月3日、前日の落語会で呂律が回らない事があったことから、都内の脳外科を受診しMRI検査をしたところ、一過性脳虚血発作と診断されて緊急入院となり、当面の間休席となった。自身のX投稿で経緯と詳細を明かした。直近で池袋演芸場の定席出演と受診翌日には柳家三三との落語会を控えていたが、診察した医師によれば「（入院せずに）外来にして、落語会の日に脳梗塞になったら一生落語はできませんよ」との忠告もあり入院に踏み切ったという。また、同じ新作を演ずる夢月亭清麿が脳梗塞で倒れて高座に復帰できておらず、直近に「お見舞いの会」と称した落語会を行っていた事も受診する契機になったという[13][14]。

## 弟子

### 二ツ目
- 三遊亭青森
- 三遊亭ぐんま

### 前座
- 三遊亭東村山

### 廃業
- 三遊亭あひる（2013年入門、2014年廃業）

## 演目
ホラー落語、紙芝居を使った落語も演じる。

### 新作落語
- 明日に向かって開け
- 異世界落語居酒屋
- 給水塔の怪談～ラブラブ幽霊大作戦～[注 1]
- 牛丼晴れ舞台
- ギンギラボーイ
- 子羊物語
- サーカス小象
- 桜の夜
- 座席なき戦い
- 死霊のラクダ
- 新婚妄想曲
- シンデレラ伝説[注 2]
- 新ランゴランゴ
- 隅田川母娘
- 青春残酷物語
- 戦争反対
- 戦え！おばさん部隊[注 3] - 先述したが傍若無人な母親を見て思い付いた噺で、「若者は覇気がなく、直ぐ諦めるからバイタリティーのあるおばさんを自衛官として雇おう」と雇われたおばさん自衛官のイラクでの奮闘を描く。『三遊亭白鳥2』に収録されているのが完全版[15]である。
- 黄昏のライバル
- 地下鉄親子
- 天使がバスで降りた寄席
- 東京時雨
- 豆腐屋ジョニー
- 隣の街は戦場だった
- ナースコール
- 秘密の花園
- 普段の正拳
- はらぺこ奇談
- 真夜中の襲名
- マキシム・ド・呑兵衛
- 山奥寿司
- ラーメン千本桜
- 老人前座じじ太郎 - 少子化が進み若い前座がいなくなった近未来、主人公の高齢男性にシルバー人材センターから前座の依頼を受けたとの知らせが入る。若い頃、落語家志望だったが父親に反対されて落語家になれなかった為、「落語家になれる」と喜んだ主人公の前座として奮闘する様を描く。

#### 任侠流山動物園
- 第一話「豚次誕生秩父でブー！」
- 第二話「掛け取り上野動物園」
- 第三話「流山の決闘」
- 第四話「雨のベルサイユ」
- 第五話「天王寺代官切り」
- 第六話「男旅牛太郎」
- 第七話「悲恋かみなり山」
- 第八話「チャボ子絶唱」
- 第九話「人生鳴門劇場」
- 第十話「金比羅ワンニャン獣の花道」

浪曲「清水次郎長伝」をベースにした動物園の人気動物が主人公の新作落語。白鳥以外にも柳家喬太郎、春風亭一之輔、林家彦いち、入船亭扇辰、柳家一琴、柳家三三、桃月庵白酒、三遊亭歌武蔵、柳亭市馬、春風亭百栄、林家きく麿、柳亭こみち、弁財亭和泉、蝶花楼桃花、神田鯉栄、玉川太福らが演じることがある。

#### 落語の仮面
- 第一話「三遊亭花誕生」
- 第二話「嵐の初天神」
- 第三話「トキ危機一髪」
- 第四話「テレビ仮面舞闘会」
- 第五話「恋する宮戸川」
- 第六話「あや姫伝説」
- 第七話「短命からの脱出」
- 第八話「高座への螺旋階段」
- 第九話「二人の豊志賀」
- 第十話「走れ元犬 真打への架け橋」

漫画『ガラスの仮面』をモチーフにした新作、三遊亭月影の弟子三遊亭花の活躍を描く。作者である美内すずえから公認されている。
2016年7月上席・2017年9月中席・2022年11月下席・2024年11月上席の鈴本演芸場夜席において「落語の仮面祭り」と称した興行が催され、大阪公演も行われた。公演ビジュアルとして、白鳥が三遊亭月影に扮したコスプレ写真が公開されている。
また、弁財亭和泉も二ツ目時代に全10話を演じ、2022年11月30日は鈴本演芸場で白鳥の代バネとして「走れ元犬 真打への架け橋」を演じた。

### 改作
自称『白鳥古典』を展開している。
- お直し猫ちゃん
- 火炎太鼓
- スーパー寿限無
- ハイパー初天神
- 雪国たちきり
- 富Q

## メディア

### 出演
地方ローカル含む。

#### テレビ
- 笑点（日本テレビ）：若手大喜利、大喜利（2022年9月18日）
- スポーツうるぐす（日本テレビ）
- 笑いが一番（NHK）
- 爆笑オンエアバトル（NHK）戦績0勝1敗 最高141KB
- 浅草お茶の間寄席（千葉テレビ）
- 岡田斗司夫のプチクリ学園（MONDO21）
- 夕方ワイド新潟一番（テレビ新潟）
- ポテトおいしい60分（上越ケーブルビジョン）
- たまにはキンゴロー（フジテレビ）
- 金曜バラエティー（NHK）
- 柳家喬太郎のようこそ芸賓館（BS11）

#### ラジオ
- 高田文夫のラジオビバリー昼ズ（ニッポン放送）
- ラジオ深夜便 「明日へのことば『俺の創作落語はおもしろい』」（2020年10月27日、NHK)

#### ウェブ配信
- お台場寄席DOUGA（フジテレビ無料動画サイト「見参楽（みさんが！）」）
- 第二回ABEMA寄席（2020年5月24日、ABEMA）[18]
- 夢空間チャンネル「新作まみれの会『老人前座じじ太郎』」（2020年10月、youtube)

### CD
- 『三遊亭白鳥 1』（ワザオギ）WZCR-10001

1.マキシム・ド・のん兵衛　2.青春残酷物語
- 『三遊亭白鳥 2』（ワザオギ）WZCR-10002

1.戦え！おばさん部隊　2.給水塔の怪談～ラブラブ幽霊大作戦～
- 『三遊亭白鳥 3』（ワザオギ）WZCR-10003

1.仁侠流山動物園　2.シンデレラ伝説
- 『三遊亭白鳥 4』（ワザオギ）WZCR-10004

1.ナースコール　2.死神
- 『三遊亭白鳥 5』（ワザオギ）WZCR-10005

1.掛け取り上野動物園　2.雨のベルサイユ
- 『三遊亭白鳥 6』（ワザオギ）WZCR-10006

1..隣の町は戦場だった　2.台所の隅
- 『新宿亭砥寄席その参　春風亭傳枝「浮世床」／三遊亭白鳥「ギンギラボーイ」』（キングレコード）KICH2603
- 『新潮落語倶楽部その2　三遊亭白鳥』（ポニーキャニオン）PCCG-01204

1.地下鉄親子　2.し返し
- 『白鳥の古典＜冬＞』（来福）MHCL1913

1.夢金　2.初天神
- 『毎日新聞落語会　三遊亭白鳥』（来福）MHCL-2181

1.富Q　2.豊志賀ちゃん

### DVD
- 『ワザオギ落語会VOL.2』（WZBR-0002）

「脳ミソ一家」を収録
- 『ワザオギ落語会VOL.6』（WZBR-0006）

「はらぺこ奇談」を収録
- 『白鳥大全集 DVD-BOX~三遊亭白鳥落語独演会~』（竹書房　ASIN: B000S1L7BW）

「幸せの黄色いほし芋」「ラーメン千本桜」「サーカス小象」「ふたつ蝶々~長吉とメルヘンの森~」を収録
- 『三遊亭白鳥落語集　河童の手／鬼ころ沢』（日本コロムビア　COBA-6008）
- 『三遊亭白鳥落語集　山奥寿司／聖橋』（日本コロムビア　COBA-6009）
- 『とっておき寄席！三遊亭たっぷり二時間半』（角川映画、B002ICGS36）「トキそば」 収録。特典映像「しん平の突撃！楽屋訪問 【三遊亭白鳥編】 」有。
- 『新世紀落語大全:三遊亭白鳥 三題噺＠池袋演芸場 』（クエスト、2013年9月、ISBN 9784863085015）*DVD+特典CD（お題取りノーカット収録） 　 DVD：「深大寺そばの由来」（2012年10月1日、お題は「靭帯・台風・高校教師」）、「幽霊角栄」（2012年10月4日、お題は「珈琲ガム・田中角栄・運動会」、「豆腐屋ジョニー」（2012年10月7日、お題は「豆腐・二股・公家」）を収録

### 単行本
- 『砂漠のバー止まり木 三遊亭白鳥創作落語集』（講談社）ISBN 978-4062144995
- 『ギンギラ★落語ボーイ』（論創社）ISBN 978-4062144995
- 古典と新作らくご絵本『とのさまと海 - 新作落語「殿様と海」より』三遊亭白鳥（作）、小原秀一（絵）、ばばけんいち（編）（2016年、あかね書房）ISBN 9784251095077
- 講談社の創作絵本『マーガレットとジョニー スーパー恋物語[19]』三遊亭白鳥 （著）魚戸おさむ （絵）（2020年11月、講談社）ISBN 9784065211779

#### 寄稿
- 小辞譚: 辞書をめぐる10の掌編小説 (2017年、猿江商会)　ISBN 978-4908260070「無頼漢、直治伝。」を収録。
- 「寄席の爆笑」（文學界 2022年1月号）[20]

## 関連人物
- 桃月庵白酒 - 名前に「白」がある同士で、2010年より「Wホワイト落語会」という二人会を定期的に開催している。